# Windenergie in Portugal

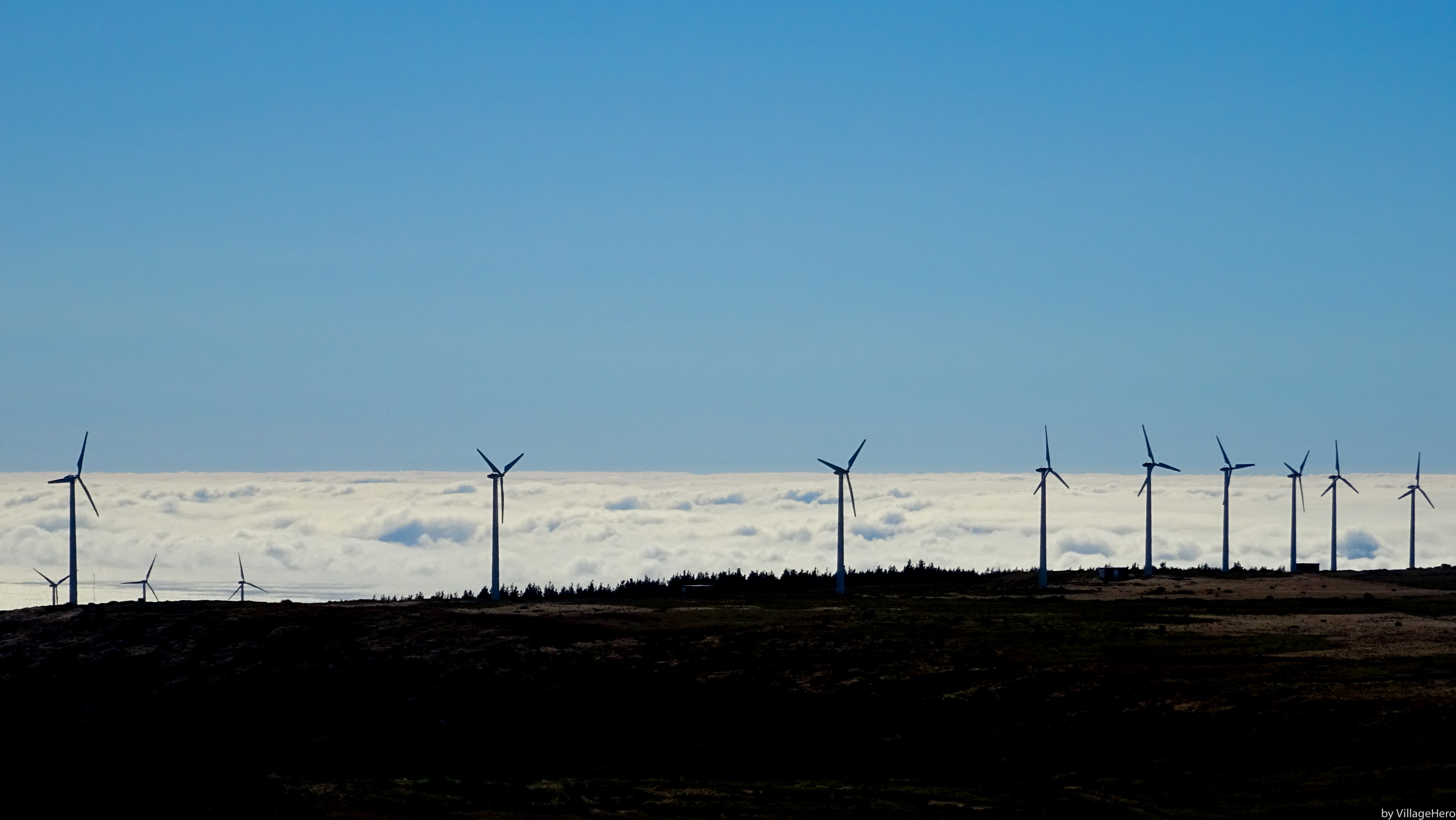
Windpark auf Madeira

Die Windenergie in Portugal spielt eine bedeutende Rolle bei der Stromerzeugung des Landes: 2024 wurden 28 % des Strombedarfs durch Windenergie gedeckt. Die meisten Windkraftanlagen (WKA) befinden sich an Land; im Jahr 2024 waren von insgesamt 5963 MW nur 25 MW offshore (0,4 %). Portugals offshore-Windkraftanlagen befinden sich im 2020 fertiggestellten Windpark WindFloat Atlantic, mit drei schwimmenden Windkraftanlagen.

## Installierte Leistung und Jahreserzeugung

Installierte Kapazität und Erzeugung von Windenergie in Portugal

Laut CIA verfügte Portugal im Jahr 2020 über eine (geschätzte) installierte Leistung von insgesamt 22,364 GW (alle Kraftwerkstypen); der Stromverbrauch lag bei 48,409 Mrd. kWh. Die installierte Leistung der WKA stieg von 127 MW im Jahr 2001 auf 5427 MW im Jahr 2021; die Jahreserzeugung stieg von 0,3 TWh im Jahr 2001 auf 13 TWh im Jahr 2021.
| Jahr | Inst. Leist- ung (MW) | Erzeugung (TWh) | Anteil am Verbrauch |
| ---- | --------------------- | --------------- | ------------------- |
| 2001 | 127                   | 0,3             |                     |
| 2002 | 194                   | 0,4             |                     |
| 2003 | 298                   | 0,5             |                     |
| 2004 | 553                   | 0,8             |                     |
| 2005 | 1060                  | 1,8             |                     |

| Jahr | Inst. Leist- ung (MW) | Erzeugung (TWh) | Anteil am Verbrauch |
| ---- | --------------------- | --------------- | ------------------- |
| 2006 | 1598                  | 2,9             |                     |
| 2007 | 2125                  | 4               |                     |
| 2008 | 2819                  | 5,8             |                     |
| 2009 | 3616                  | 7,6             |                     |
| 2010 | 3706                  | 9,1             |                     |

| Jahr | Inst. Leist- ung (MW) | Erzeugung (TWh) | Anteil am Verbrauch |
| ---- | --------------------- | --------------- | ------------------- |
| 2011 | 4083                  | 9,1             |                     |
| 2012 | 4525                  | 10              |                     |
| 2013 | 4724                  | 12              |                     |
| 2014 | 4953                  | 12              |                     |
| 2015 | 5079                  | 11              |                     |

| Jahr | Inst. Leist- ung (MW) | Erzeugung (TWh) | Anteil am Verbrauch |
| ---- | --------------------- | --------------- | ------------------- |
| 2016 | 5316                  | 12,34           |                     |
| 2017 | 5316                  | 12,11           | 24 %                |
| 2018 | 5316                  | 12,52           | 24 %                |
| 2019 | 5437                  | 13,58           | 27 %                |
| 2020 | 5486                  | 12,30           | 24,4 %              |

| Jahr | Inst. Leist- ung (MW) | Erzeugung (TWh) | Anteil am Verbrauch |
| ---- | --------------------- | --------------- | ------------------- |
| 2021 | 5427                  | 13,22           | 26 %                |
| 2022 | 5696                  | 13,24           | 25,5 %              |
| 2023 | 5834                  | 13,13           | 26 %                |
| 2024 | 5963                  |                 | 28 %                |

Die Windleistung kam 2017 durch 2.743 Turbinen zustande; es gab 257 Windparks.
Der 2008 fertiggestellte Windpark Alto Minho war damals der größte Onshore-Windpark Europas.